# First ScotRail
First ScotRail – dawny brytyjski przewoźnik kolejowy posiadający koncesję na obsługę tras pasażerskich w Szkocji oraz nocnych połączeń między tą częścią Wielkiej Brytanii a Londynem (Caledonian Sleeper). Okres koncesyjny rozpoczął się 17 października 2004 roku i zakończył 31 marca 2015 roku. Firma była częścią grupy transportowej FirstGroup, której centrala znajduje się w Aberdeen. Pociągi przewoźnika zatrzymywały się na 336 stacjach, z czego na 309 pełniła on rolę administratora. 
Od 2008 First ScotRail była jedyną spółką kolejową grupy First, która nie używała jako swojej barwy firmowej różowego, będącego kolorem całej grupy. Zamiast tego na jej pociągach dominowała kolorystyka szkockiej flagi, czyli barwy granatowa i biała (uzupełnione kolorem szarym). W tym samym roku, na życzenie szkockiego rządu autonomicznego, firma przestała eksponować w swoich materiałach promocyjnych słowo First i reklamowała się po prostu jako ScotRail.
1 kwietnia 2015 obsługę marki ScotRail przejęła należąca do holenderskiego przewoźnika Nederlandse Spoorwegen firma Abellio, jako Abellio ScotRail.

## Tabor
W 2009 roku First ScotRail eksploatowało następujące jednostki:
- British Rail Class 90
- British Rail Class 156 (48 zestawów)[5]
- British Rail Class 158 (46 zestawów)[6]
- British Rail Class 170 (59 zestawów)[7]
- British Rail Class 314 (14 zestawów)[8]
- British Rail Class 318 (21 zestawów)[9]
- British Rail Class 320 (22 zestawy)[10]
- British Rail Class 322 (5 zestawów)[11]
- British Rail Class 334 (40 zestawów)[12]
- wagony British Rail Mark 2
- wagony British Rail Mark 3